# Liste der Biografien/Wief
Liste der Biografien |
Portal Biografien |
Personensuche
# |
A |
B |
C |
D |
E |
F |
G |
H |
I |
J |
K |
L |
M |
N |
O |
P |
Q |
R |
S |
T |
U |
V |
W |
X |
Y |
Z |
?
 
Wa |
Wc |
Wd |
We |
Wh |
Wi |
Wj |
Wl |
Wn |
Wo |
Wr |
Ws |
Wt |
Wu |
Ww |
Wy |
Wz
 
Wia |
Wib |
Wic |
Wid |
Wie |
Wif |
Wig |
Wih |
Wii |
Wij |
Wik |
Wil |
Wim |
Win |
Wio |
Wip |
Wir |
Wis |
Wit |
Wiv |
Wiw |
Wix |
Wiz
 
Wiea |
Wieb |
Wiec |
Wied |
Wief |
Wieg |
Wieh |
Wiej |
Wiek |
Wiel |
Wiem |
Wien |
Wiep |
Wier |
Wies |
Wiet |
Wiev |
Wiew |
Wiey |
Wiez
Die Liste der Biografien führt alle Personen auf, die in der deutschsprachigen Wikipedia einen Artikel haben. Dieses ist eine Teilliste mit 9 Einträgen von Personen, deren Namen mit den Buchstaben „Wief“ beginnt.

## Wief

### Wiefe
- Wiefel, Bernd (* 1943), deutscher Lehrer und Heimatforscher
- Wiefel, Bruno (1924–2001), deutscher Politiker (SPD), MdL, MdB
- Wiefel, Jürgen (* 1952), deutscher Sportschütze und Trainer
- Wiefel, Wolfgang (1929–1998), deutscher evangelischer Theologe und Professor
- Wiefels, Heinz (1910–1980), deutscher Jurist, Richter am Bundesgerichtshof
- Wiefels, Josef (1893–1977), deutscher Jurist, Oberlandesgerichtspräsident in Hamm
- Wiefelspütz, Dieter (* 1946), deutscher Politiker (SPD), MdBDieter Wiefelspütz (* 1946)

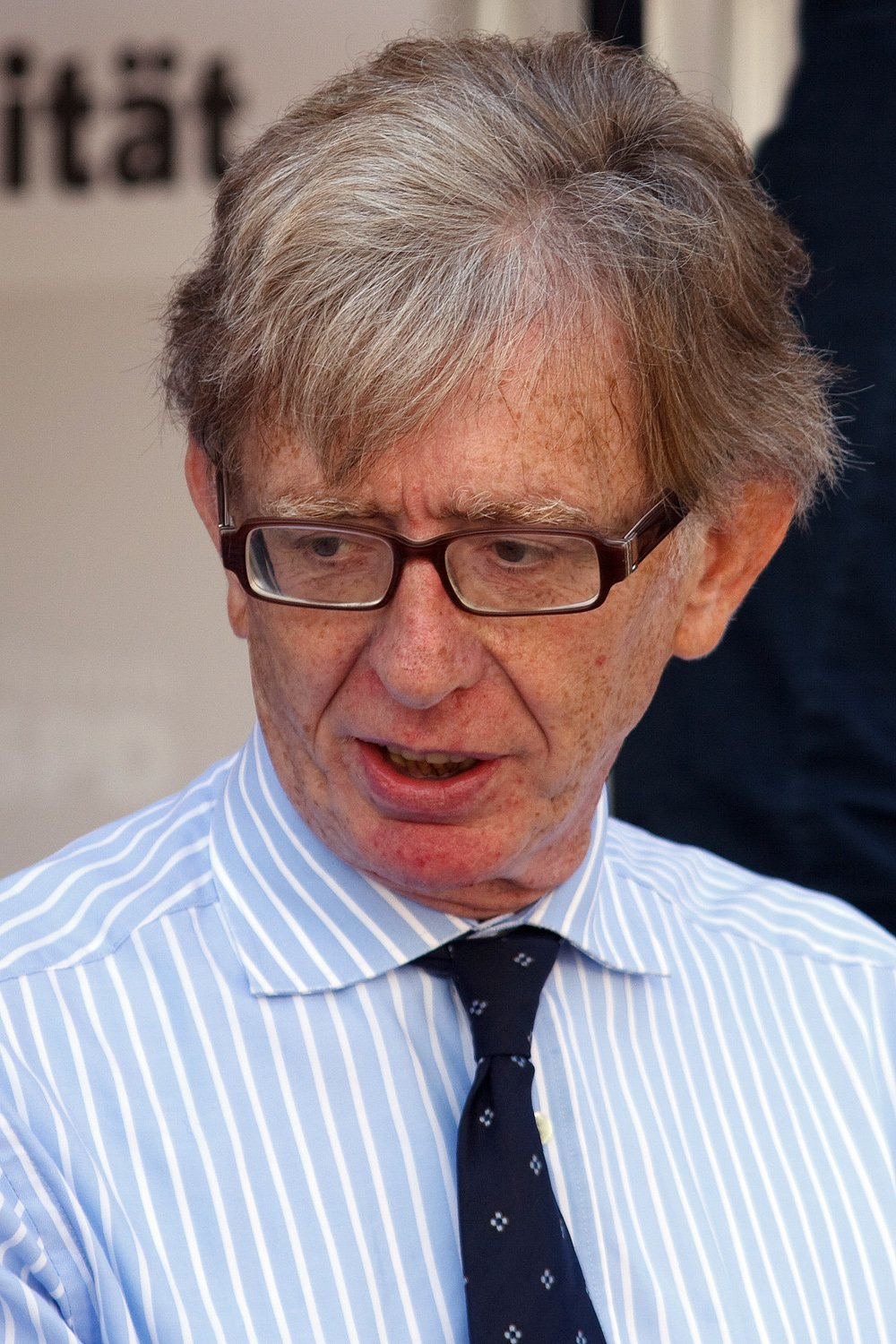
Dieter Wiefelspütz (* 1946)

- Wieferich, Arthur (1884–1954), deutscher Mathematiker

### Wieff
- Wieffer, Mats (* 1999), niederländischer Fußballspieler